# .la
A .la Laosz internetes legfelső szintű tartomány kódja, melyet 1996-ban hoztak létre. A LA Névszervezet, egy németországi cég értékesíti a címeket. A címtér felügyeletével a DreamHost, egy kaliforniai cég lett megbízva. 2006 májusában felhagyott ezzel a tevékenységével; most a CentralNIC, egy egyesült királyságbeli cég szeretné megkapni a menedzselés jogát. Erre a végződésre pályázik Los Angeles is.
Mivel rögtön a második szintre lehet regisztrálni, ezért a la végű (például angol) szavakkal könnyen lehet ötletes címeket létrehozni.